# Last of the Mobile Hot Shots
Last of the Mobile Hot Shots es una película de 1970 dirigida por el director de cine estadounidense Sidney Lumet.
Es una película dramática protagonizada por James Coburn, Perry Hayes, Robert Hooks y Lynn Redgrave. Está basada en la obra de teatro The Seven Descents Of Myrtle de Tennessee Williams .

## Trama
Después de ganar un concurso de un programa de juegos, una pareja de recién casados viaja a Nueva Orleans, donde el esposo busca recuperar la mansión de su plantación ancestral de manos de su hermanastro birracial.

## Producción
La película, dirigida por Sidney Lumet está basada en un guion de Gore Vidal con la historia de Tennessee Williams (autor de la obra), fue producida por el propio Lumet para Warner Bros y grabada en Nueva Orleans y Louisiana.

## Distribución
La película fue estrenada bajo el título Last of the Mobile Hot Shots en los Estados Unidos el 14 de enero de 1970 por Warner Bros. Fotos
Otras distribuciones:
- En Alemania Occidental el 11 de marzo de 1980 ( Blutsverwandte, en TV)
- En Brasil ( Brutalidade Desenfreada )
- En Grecia ( O teleleftaios klironomos )
- En Turquía ( Seks çilginlari )
- En Hungría ( Verrokonok )
- En Italia ( La poiana vola sul tetto)

## Crítica
Según Morandini, "es una de las películas más inútiles y sucias de Lumet". La principal razón se basa en el guion, que deriva de la obra de un "dramaturgo agotado" por su continua insistencia de convertir en tragedia "la patología biológica y una poesía rebuscada del sur profundo " 

## Promoción
El lema es: " Cuando se casó con Jeb Stuart Thompson, no sabía lo que se esperaba de ella. Ahora ella lo sabía." 